# 崔斯坦·瓦尔德斯
崔斯坦·保罗·马克·瓦尔德斯（Tristan Paul Mack Wilds，1989年7月15日—）是一名美国演员。他出演的知名角色包括HBO电视剧《火线》中的迈克尔·李，以及CW電視網的电视剧《新飞跃比弗利》中的迪克森·威尔逊。

## 早年
瓦尔德斯生于纽约市史泰登岛，母亲为莫妮卡·摩西恩（Monique Moncion），父亲为保罗·瓦尔德斯（Paul Wilds）。他是非洲裔（父系）和非洲裔、爱尔兰裔、多米尼加裔（母系）血统。他曾就读于迈克尔·J·佩特里迪斯学校。在7岁时，他就追随自己哥哥的脚步开始从影。

## 演艺生涯
2005年，瓦尔德斯在迷你剧集《传奇男孩》中首次亮相。之后他开始在如《铁证悬案》和《法律与秩序》等电视剧中客座出演。2006年，他出现在独立剧情电影《我的左派老师》。同年，他在HBO的电视剧《火线》中饰演迈克尔·李一角。同样参演《火线》的杰梅因·克劳福德是他的表兄弟。
2008年7月，瓦尔德斯参演CW電視網电视剧《新飞跃比弗利》中。他饰演的迪克森·威尔逊一角随着领养家庭一同搬到了比佛利山。该剧于当年9月开播，收视人数为465万人，在评论界褒贬不一。2012年5月3日，CW电视网已经续订了该剧的第五季。
2009年3月，瓦尔德斯确定参演乔治·卢卡斯的战争电影《红色机尾》，一部讲述第二次世界大战时期美国空军中一支非洲裔美国人飞行小队的故事。在数次跳票后，该电影最终于2012年1月上映。但是无论是在评论界还是票房收入上，该片都铩羽而归。

## 参演电影/电视剧
| 年份         | 片名                    | 角色                     | 类别     |
| ------------ | ----------------------- | ------------------------ | -------- |
| 2005         | 传奇男孩                | A.J.                     | 迷你剧集 |
| 2006         | 我的左派老师            | Jamal                    | 电影     |
| 2006–2008    | 火线                    | 迈克尔·李                | 电视剧   |
| 2007         | 铁证悬案 第8.03集       | Skill                    | 电视剧   |
| 2008         | 蜜蜂的秘密生活          | 扎克·泰勒                | 电影     |
| 2008         | 法律与秩序 集名：Driven | 威尔·曼宁                | 电视剧   |
| 2008–Present | 新飞跃比弗利            | 迪克森·威尔逊            | 电视剧   |
| 2012         | 紅色尾翼                | Lt. Ray 'Ray Gun' Gannon | 电影     |
| 2012         | Indelible               | Adrian                   | 电影     |